# Ars Nova (gruppo musicale)
Ars Nova è un gruppo musicale progressive rock giapponese.
La formazione attuale è composta da Keiko Kumagai (tastiere), Shinko "Panky" Shibata (basso), Hazime (batteria) e Satoshi Handa (chitarra).
La musica degli Ars Nova è per la maggior parte strumentale, e fino al 2003 (anno in cui la band cominciò ad avvalersi del contributo di chitarristi e strumentisti vari), era composta esclusivamente da tastiere, basso e batteria.
Tra le influenze musicali degli Ars Nova figurano gli ELP, Rick Wakeman, i Goblin, il Banco del Mutuo Soccorso, il Balletto di Bronzo e la musica classica.
Kumagai, la tastierista, scrive tutte le composizioni della band, ed ha inoltre suonato nell'album degli Ayreon Universal Migrator Part 2: Flight of the Migrator. Per la maggior parte della sua storia (prima che Hazime e Handa prendessero parte al progetto), la band è stata composta totalmente da elementi femminili, cosa inusuale nel panorama progressive rock.

## Storia del gruppo
Il progetto Ars Nova fu fondato nel 1983 da Keiko Tsubata (tastiere), Kyoko Kanazawa (basso) e Yumiko Saito (batteria).
La band inizialmente proponeva cover di gruppi come Emerson, Lake & Palmer e Trace. Nel 1986 Tsubata lasciò il gruppo, e venne sostituita da Keiko Kumagai, che suonò due concerti con la band, prima di lasciarla per motivi personali.
Nel 1991 il progetto si ricostituì con Kumagai alle tastiere, Kanazawa al basso e Saito alla batteria. Nel 1992 la band pubblicò il disco d'esordio Fear & Anxiety. L'anno seguente, Saito fu sostituita da Akiko Takahashi.
Nel 1994 uscì il loro secondo album, Tränsi, che permise alla band di farsi conoscere anche fuori dal Giappone. Nel 1995 le Ars Nova suonarono a Los Angeles in occasione del Prog Fest '95, che fu il loro primo live fuori dal Giappone. Nel 1996 venne pubblicato il loro terzo album, The Goddes of Darkness, e nel 1997 suonarono per la prima volta in Europa. Kyoko Kanazawa lasciò la band in Ottobre.
Nel 1998 uscì l'album The Book Of The Dead, che fu realizzato con il bassista Ken Ishita (ex-Deja Vu) come ospite. In Ottobre iniziò un tour mondiale con Naomi Miura come seconda tastierista, la quale si occupava anche delle parti di basso.
Nel 2001 venne dato alle stampe il loro quinto album, Android Domina, con Mika Nakajima come seconda tastierista, seguito nel 2003 da Biogenesis Project, realizzato con il contributo di molti musicisti ospiti, tra cui Claudio Simonetti (Goblin, Daemonia), Gianni Leone (Balletto di Bronzo), Lucio Fabbri (PFM) e Arjen Anthony Lucassen (Ayreon). Tra questi figura anche Masuhiro Goto (Gerard), che divenne il nuovo batterista della band, sostituendo Takahashi. Nakajima fu invece sostituita dalla bassista Shinko Shibata, mentre il chitarrista Satoshi Handa iniziò a suonare nei concerti della band come turnista.
Nel 2005, Goto lasciò la band, e fu sostituito da Hazime. In quello stesso anno, Handa divenne un membro ufficiale degli Ars Nova, suonando nell'album Force For The Fourth -Chrysalis-.
Nel 2009 è uscito l'ottavo album della band, Seventh Hell.
Il 12 giugno 2022, il gruppo ha annunciato sul proprio sito web che un nuovo album era in produzione. Si tratta di registrazioni già effettuate nel 1996 dal trio originale (Kumagai, Kanazawa, Takahashi) e sono integrate da produzioni attuali insieme ai due musicisti ospiti Hitomi Iriyama (violino) e Zoltán Fábián (chitarra). Altri collaboratori sono: Sayuri Aruga (voce), Mika Nakajima (tastiera), Satoshi Handa (chitarra), Hazime (batteria), Akiko Takahashi (percussioni). Il nuovo album si chiamerà Morgan 2021.

## Discografia
- 1992 - Fear & Anxiety
- 1994 - Tränsi
- 1996 - The Goddess Of Darkness
- 1997 - The Six Singular Impressions
- 1998 - The Book Of The Dead
- 2001 - Android Domina
- 2001 - Lacrimaria
- 2003 - Biogenesis Project
- 2005 - Force For The Fourth -Chrysalis-
- 2009 - Seventh Hell